# Borbély Andor (újságíró)
Borbély Andor (Vác, 1901. július 20. – München, 1970. április 4.) újságíró, lapszerkesztő.

## Családja
Borbély Sándor (1866–1932) gyógypedagógus és kissolymosi Sebess Vilma fia. Testvére Borbély Pál (1902–1972) zenetanár és Borbély Zoltán (1904–?) újságíró. Fia Borbély László (1922–1985) újságíró.

## Életútja
Főgimnáziumot végzett, ezután jogakadémián tanult. Belső munkatársa volt az Új Nemzedék (1920. szeptember–december), a Magyarság (1920–1924), Az Ujság (1924–1933) és a Függetlenség c. (1933–1944) lapoknak. Szerkesztette az Új Ösvényt (1925–1927), a felelős szerkesztője volt a Virradatnak és a Pesti Ujságnak (1936–1939). Rovatvezetője volt a kolozsvári Ellenzék (1941–42), a Magyar Konzum (1941–42) és a Kolozsvári Esti Lapnak (1943–44). Az 1930-as években háromszor is sikertelenül indult az országgyűlési választásokon, 1939-ben is kisebbségben maradt az aszódi kerületben. A második világháború végén külföldre vándorolt, szerkesztette a Parlament című folyóiratot, 1952-től kiadója is volt ezen lapnak. Tagja volt a bolsevik- és pánszlávellenes Magyar Nemzetvédelmi Szövetségnek, s dolgozótársa volt lapjának, a Nemzetvédelemnek (1954–1956). Münchenben élt egészen haláláig.

## Főbb művei
- Spiritizmus. (Bp., 1927)
- Lehet-e a Bethlen-kormányt vád alá helyezni? (Bp., 1930?)
- Román uralom Erdélyben. Fall Endrével. Az előszót Herczeg Ferenc írta. (Bp., 1936)